# 内西ジャンクション

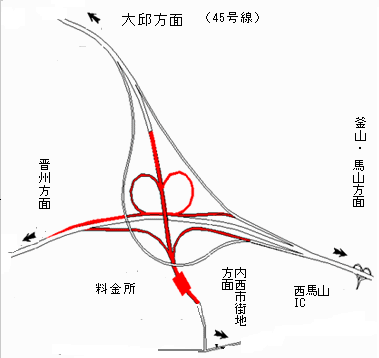
内西IC・JCT平面図（簡略）

内西ジャンクション（ネソジャンクション）は大韓民国慶尚南道昌原市にある、中部内陸高速道路(45号線）と南海高速道路第一支線（102号線）を接続するジャンクション兼インターチェンジである。中部内陸高速道路には内西インターチェンジと馬山方面からのみ出入りが可能である。開業当初はジャンクションのみであったが、2004年にインターチェンジを併設した。

## 歴史
- 1977年12月17日- 開業。（南海高速道路側は4車線。トランペット型）
- 2004年8月30日 - インターチェンジ併設。

## 通行方法
- 馬山方面→内西IC料金所で料金を支払う。
- 晋州・光州方面→山仁料金所で通行券を受け取る。/料金を支払う。
- 大邱（テグ）方面→漆原（チルォン）料金所で通行券を受け取る。/料金を支払う。

## 接続している路線

### 大邱・忠州方面
- 中部内陸高速道路（1番）

### 光州・釜山方面
- 南海高速道路第一支線（2番）

## 隣
中部内陸高速道路
- 内西JCT・IC - 漆原料金所

南海高速道路第一支線
- 山仁JCT - 内西JCT・IC - 西馬山IC